# Bahnstrecke Dittaino–Leonforte
| Streckenlänge: | 14,7 km                              |                          |                          |
| Spurweite: | 950 mm (ital. Meterspur)             |                          |                          |
| Zahnstangensystem: | Strub (zwischen Dittaino und Assoro) |                          |                          |
| |                                      |                          |                          |
| \| \| \| von Catania \| \| \| \| 0 \| Dittaino \| 255 m s.l.m. \| \| \| \| nach Caltagirone \| \| \| \| \| nach Caltanissetta Xirbi \| \| \| \| \| Beginn Zahnstange \| \| \| \| 6,2 \| Cavalcatore \| 408 m s.l.m. \| \| \| 10,7 \| Assoro \| 690 m s.l.m. \| \| \| \| Ende Zahnstange \| \| \| \| 14,7 \| Leonforte \| 650 m s.l.m. \| |                                      |                          |                          |
| Strecke |                                      | von Catania              | von Catania              |
| Bahnhof · Kopfbahnhof Streckenanfang (Strecke außer Betrieb) | 0                                    | Dittaino                 | 255 m s.l.m.             |
| Strecke · Abzweig geradeaus und nach links (Strecke außer Betrieb) |                                      | nach Caltagirone         | nach Caltagirone         |
| Strecke nach links · Kreuzung geradeaus oben (Strecke geradeaus außer Betrieb) |                                      | nach Caltanissetta Xirbi | nach Caltanissetta Xirbi |
| |                                      | Beginn Zahnstange        |                          |
| Bahnhof (Strecke außer Betrieb) | 6,2                                  | Cavalcatore              | 408 m s.l.m.             |
| Bahnhof (Strecke außer Betrieb) | 10,7                                 | Assoro                   | 690 m s.l.m.             |
| |                                      | Ende Zahnstange          |                          |
| Kopfbahnhof Streckenende (Strecke außer Betrieb) | 14,7                                 | Leonforte                | 650 m s.l.m.             |

Die Bahnstrecke Dittaino–Leonforte war eine eingleisige Schmalspurbahn im Osten Siziliens. Die Strecke führte von Dittaino an der Strecke Catania–Palermo über 14,7 km nach Leonforte. Die abschnittsweise mit Zahnstangen (System Strub) versehene Strecke wurde zwischen 1918 und 1923 eröffnet und etwa 1959 stillgelegt.

## Geschichte
Die Strecke wurde in erster Linie dafür konzipiert, die Schwefelgruben in der Region von Dittaino mit dem Hafen von Catania zu verbinden. Der erste Streckenabschnitt zwischen Dittaino und Cavalcatore konnte am 8. März 1918 eröffnet werden. Assoro wurde am 12. Mai 1921 erreicht. Die Gesamtstrecke bis Leonforte konnte am 30. September 1923 in Betrieb gehen. Die Strecke wurde am 16. April 1959 eingestellt und 1961 aufgehoben.

## Betrieb
Die Strecke wurde von den FS betrieben. Der gesamte Betrieb wurde mit Dampflokomotiven abgewickelt, welche indessen nur eine Höchstgeschwindigkeit von 30 km/h erlaubten. Das Depot befand sich in Piazza Armerina an der Strecke nach Caltagirone.